# J. G. Quintel
James Garland Quintel, dit J. G. Quintel, (né le 13 septembre 1982 à Hanford en Californie) est un animateur et scénariste américain. 
Mieux connu pour la réalisation de l'émission intitulée, Regular Show, diffusée sur Cartoon Network, Quintel a également été directeur exécutif de l'émission Les Merveilleuses Mésaventures de Flapjack, une série d'animation initialement diffusée entre juin 2008 et août 2010 . En décembre 2009, Quintel est nommé pour l'Annie Award.

## Biographie
J. G. Quintel est né sous le nom de James Garland Quintel, le 13 septembre 1982, fils de Terri (née Morris) et James Allen Quintel. Il a également un petit frère nommé Payton Dean Quintel.
Il a grandi à Hanford (Californie). Selon Quintel, Hanford n'était pas intéressant et « il n’y avait pas grand chose à faire » lorsqu'il habitait là-bas dans les années 1980 et 1990, alors Quintel et ses amis trouvaient des moyens pour s'amuser, et c'est dans cette optique qu'il créera plus tard l'émission Regular Show.
En tant que préadolescent et durant ses années d'adolescence, Quintel adorait dessiner et regarder des dessins-animés tels que Les Simpson, Beavis et Butt-Head (Beavis and Butt-head) et The Moxy Show, ainsi que des émissions de télévision britanniques,  comme Le Club des Gentlemen et The Mighty Boosh. Il jouait souvent au jeu vidéo Sonic the Hedgehog (jeu vidéo, 1991), ce que Quintel considérera plus tard comme « la plateforme idéale pour Mordecai et Rigby" » de la série Regular Show.. Quintel a également été influencé par les musiques des années 1980 et ajoute plus tard ce genre de musique à Regular Show.
En 1997, Quintel commence ses études au Hanford High School. En 1998, alors que Quintel n'avait que 16 ans, son père lui offre une caméra vidéo et l'utilisera pour créer des courts-métrages en stop motion à l'aide de legos notamment,. Quintel a également travaillé dans un cinéma, en plus de « petits boulots ».

## Carrière
Après ses années au lycée, Quintel étudie à la California Institute of the Arts de Burbank, en Californie.

## Filmographie

### Films
| Date | Film                          | Rôle                   | Notes         |
| ---- | ----------------------------- | ---------------------- | ------------- |
| 2005 | The Naive Man from Lolliland, | Réalisateur            | Court-métrage |
| 2006 | 2 in the AM PM,               | Réalisateur, acteur    | Court-métrage |
| 2008 | Horton                        | Storyboard additionnel | Film          |

### Télévision
| Date | Titre                 | Rôle                   | Notes                                                         |
| ---- | --------------------- | ---------------------- | ------------------------------------------------------------- |
| 2004 | Star Wars: Clone Wars | Apprenti au storyboard | En internat aux CalArts                                       |
| 2006 | Camp Lazlo            | Storyboard             |                                                               |
| 2008 | Phinéas et Ferb       | Scénariste/storyboard  | Épisode : Jerk De Soleil                                      |
| 2010 | Adventure Time        | Scénariste/storyboard  | Épisode : Ocean of Fear                                       |
| 2010 | Regular Show          | Réalisateur, acteur    | Dessins-animés exposant les événements dans la vie de Quintel |
| 2020 | Close Enough          | Réalisateur, acteur    |                                                               |